# SWAT 4
SWAT 4 è un videogioco di genere sparatutto in prima persona tattico pubblicato da Sierra nel 2005 per Windows, e rappresenta il quarto episodio della serie SWAT. È un'alternativa della saga rappresentata dai videogiochi di Rainbow Six.

## Modalità di gioco
La storia è analoga a quella dei predecessori: il giocatore comanda due squadre di due agenti ciascuna, con il compito di arrestare i terroristi e mettere in salvo i civili. Il gioco non segue una storia principale, e ogni missione che dovremo affrontare è a sé stante e indipendente dalle altre. Tuttavia non completare una missione vuol dire non proseguire con il gioco. 
Si va da semplici arresti in abitazioni private a veri e propri blitz in banche, edifici pubblici, ristoranti, ospedali e altri edifici simili. Le missioni sono semplici ma via via che si prosegue, diventano sempre più difficili e di ardua gestione. L'imperativo categorico all'interno del gioco è: sparare il meno possibile. Si spara solo se il nemico punta l'arma addosso contro di noi o contro un civile. Infatti sparare senza intimare la resa vuol dire perdere punti, essenziali a raggiungere lo standard richiesto e proseguire con la propria carriera. Questa è una delle principali caratteristiche che differenziano SWAT 4 dalla saga di Rainbow Six, e da un certo punto di vista rende il gioco di Sierra molto più difficile da portar avanti. 
Il controllo delle squadre viene effettuato con il mouse, e puntando ad esempio il cursore (il mirino della propria arma in questo caso) su una porta, potrà essere dato l'ordine ad una squadra di sfondarla, usando le granate disponibili, guardarci sotto con uno specchio speciale (l'optiwand), aprirla e entrare controllando all'interno, posizionarci una carica di esplosivo ecc.
Sarà necessario anche ammanettare i civili o i sospetti fermati, mettendo le manette con la pressione di un tasto della tastiera (di default H).
Tutto il gioco si controlla con il mouse per la visuale e l'arma, la tastiera per il movimento e alcune funzioni particolari. È fondamentale procedere con attenzione durante le azioni, coordinare in maniera saggia i due team (che inizialmente sembrano sufficienti, ma nelle ultime missioni non lo saranno), essere attenti in prossimità di porte, armadi, muri, perché nelle immediate vicinanze o dietro di loro potrebbero trovarsi dei nemici; questi poi saranno inclini o meno ad arrendersi, soprattutto con l'avanzare delle missioni, più queste saranno difficili e più i nemici opporranno resistenza.
I salvataggi non sono possibili durante le missioni, ma vengono effettuati automaticamente al loro completamento; questo aspetto del gioco può risultare un po' frustrante, perché nel caso di eccessive perdite tra i nostri uomini durante la missione, sarà possibile solo ricominciare tutto da capo.

### Le armi
Le armi a disposizione sono varie e ogni membro del team (cinque, compreso il PG) ha con sé un'arma primaria (che va dalle mitragliette MP5 ai fucili a pompa Benelli) e un'arma secondaria, la pistola.
Oltre a questo si può scegliere un rifornimento di granate abbaglianti, granate stordenti, attrezzi per scassinare la serratura delle porte ecc.
La scelta delle granate dev'essere anche attuata in relazione alla presenza o meno di civili all'interno di determinati locali o stanze. Una granata pungiglione, ad esempio, può essere fatale se lanciata contro un ostaggio disarmato. Una granata abbagliante invece potrà essere utile per stordire il nemico, per potergli intimare la resa senza correre rischi inutili.

## EspansioneThe Stetchkov Syndicate
In seguito è uscita anche un'espansione denominata SWAT 4: The Stetchkov Syndicate, comprendente nuove missioni ed equipaggiamenti oltre a migliorie nel campo delle partite in modalità multiplayer.

## Sequel
Negli anni successivi dopo l'uscita dell'espansione non sono stati programmati altri episodi ufficiali. Ufficialmente quindi la serie principale SWAT si ferma al quarto episodio. Anche se ci sono stati dei giochi molto ispirati dalla serie. Uno tra tutti è Ready or Not sviluppato da VOID Interactive anche se non raggiunge i suoi livelli.